# Ruine Gleißenburg

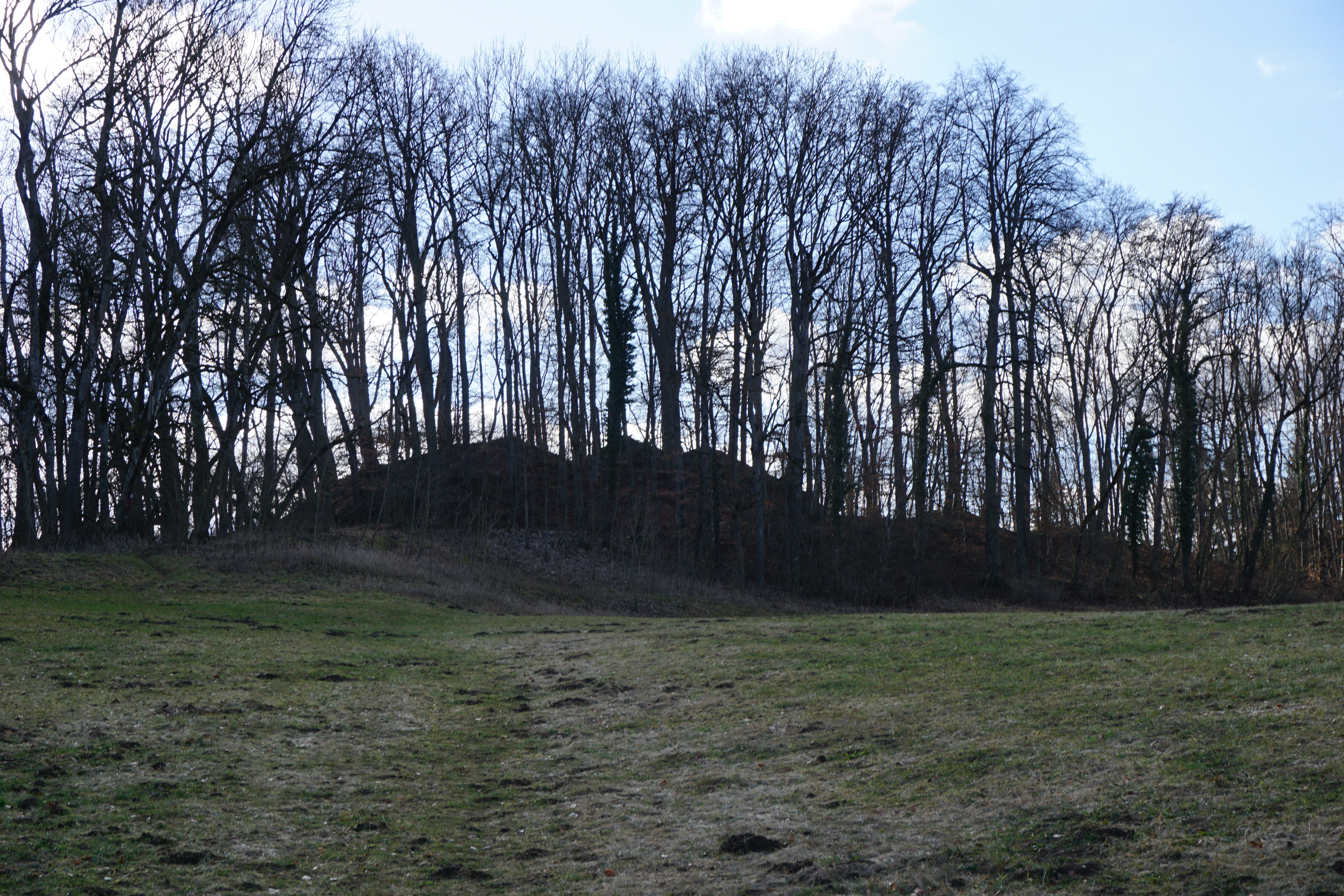
Ruine Gleissenburg, von Nordosten aus gesehen

Die Ruine Gleißenburg ist die Ruine einer Höhenburg auf einem 640 m ü. NN hohen Felsvorsprung über dem Höllental westlich von Beiningen, einem Stadtteil von Blaubeuren im Alb-Donau-Kreis in Baden-Württemberg.

## Geografische Lage
Das Höllental beginnt als enges Trockental mit schönen Felsenformationen im Osten in der Umgegend der Ruine, mündet in das Riedental und öffnet sich später in eine weite, beackerte Ebene ins Achtal gegenüber dem Sirgenstein. Vom Sirgenstein (Burg Sirgenstein), welcher ebenfalls eine Burg trug, konnte man alle Bewegungen durch das Achtal und aus dem Höllental überwachen.

## Geschichte
In der schriftlichen Überlieferung wird erstmals 1376 der Niederadlige Ruland von Überkingen als „gesessen zu Gleißenburg“ genannt. Ruland von Überkingen veräußerte die Burg vor 1380 für 500 Pfund Heller. 1380 verkaufte die Witwe Nesa von Gundelfingen die Burg mit einem dazugehörigen Gebäude sowie Zubehör an Hans von Westerstetten. Bereits 1408 wird Eitel Hans von Wernau als Urkundenzeuge nach der Gleißenburg genannt. Die Niederadligen von Wernau könnten die Burg als Eigen innegehabt haben. Zumindest gab 1424 „Eitel von Werdenow dem Herzog Friedrich von Österreich seine halbe Veste Gleyssenburg“ samt Zubehör zu Lehen auf. Die zweite Hälfte des Rechtskomplexes muss ebenfalls den Habsburgen zum Lehen aufgetragen worden sein, die später im Besitz der gesamten Burg waren. Die Habsburger hielten sich bei der weiteren Lehensvergabe der Burg das Öffnungsrecht, d. h. die Nutzung der Anlage für eigene Truppen, vor. 
Mitte des 15. Jahrhunderts wurde die Gleißenburg im sogenannten Städtekrieg von der Reichsstadt Ulm eingenommen und beschädigt. Im nachfolgenden Rechtsstreit erhielt Wolf von Wernau 1458 die Burg zurück und erhielt Schadensersatz. Weitere Besitzer waren die Herren von Altmannshofen, von Villenbach, der Untervogt zu Blaubeuren Albrecht Heinrichmann, schließlich Hans Späth von Schülzburg. Letzterer verkaufte die Burg 1506 an das Spital Blaubeuren, bei welchem sie bis zu ihrem Ende verblieb. Noch 1662 soll für den Bauunterhalt des Schlosses der Bestandbauer auf dem benachbarten Hofgut Gleißenburg aufkommen. Im Laufe der folgenden 100 Jahre scheint das Schloss aber aufgegeben worden zu sein, denn 1772 ist nicht mehr davon die Rede.

## Beschreibung
Nach dem Grundrissplan bei Enslin (1896) war die Burg durch einen Halsgraben von der Ebene des Hochsträß getrennt. Die Burg bestand scheinbar aus einem einzigen größeren Gebäude, welches rechteckigen bis nahezu quadratischen Grundriss hatte. Im Westen am Berghang scheinen sich weitere Mauern einer eventuellen Vorburg befunden zu haben. Die Größenverhältnisse lassen am ehesten auf einen Wohnturm mit Vorwerk schließen. Die Burg soll von Beiningen aus „ob und unter der Erde“ durch Deicheln mit Wasser versorgt worden sein.
Noch in der zweiten Hälfte des 16. Jahrhunderts wurden umfangreiche Reparaturen vorgenommen, wobei folgende Gebäudeteile genannt werden: das Burg- oder Schlosstor, die Brücke (wohl über den Halsgraben), der Schlossgiebel, und die Wohnstube. Die Wohnstube erhielt einen neuen Kachelofen, das Dach wurde neu mit Dachplatten eingedeckt, und die Brücke (über den Schlossgraben) wurde mit dicken Eichenbrettern neu belegt.
Heute sind von der ehemaligen Burg Reste der Umfassungsmauern und des Halsgrabens oberflächlich sichtbar. Die Ruine wurde im Laufe der Jahrhunderte weitgehend eingeebnet. Eine archäologische Untersuchung wurde bislang nicht durchgeführt.
Zum Rechskomplex der Burg umfasste einen Wirtschaftshof, Obstbäume, Äcker sowie Holz- und Weiderechte. Beim Verkauf 1506 gehörte zur Burg umfassender Waldbesitz.